# オルテニア

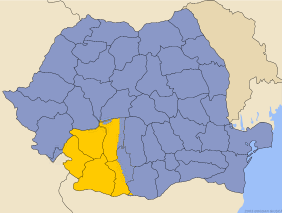
ルーマニアの行政区域：黄がオルテニア

オルテニア（Oltenia）または小ワラキアは、ルーマニアの地方の一つである。ワラキアの西部を指し、東部はムンテニアである。北はトランシルヴァニア山脈、南はドナウ川、東はオルト川によって囲まれている地域である。なお、オルト川はオルテニアと、ムンテニア（大ワラキア）の境界ともなっている。
主要都市は、クラヨーヴァであり、ほかにドロベタ＝トゥルヌ・セヴェリン、ルムニク・ヴルチャ、スラティナ、トゥルグ・ジウ、カラファトなどがある。
オルテニアは5県から構成されている。
- ヴルチャ県
- オルト県
- ゴルジュ県
- ドルジュ県
- メヘディンチ県